# 1753 az irodalomban
Az 1753. év az irodalomban.

## Megjelent új művek

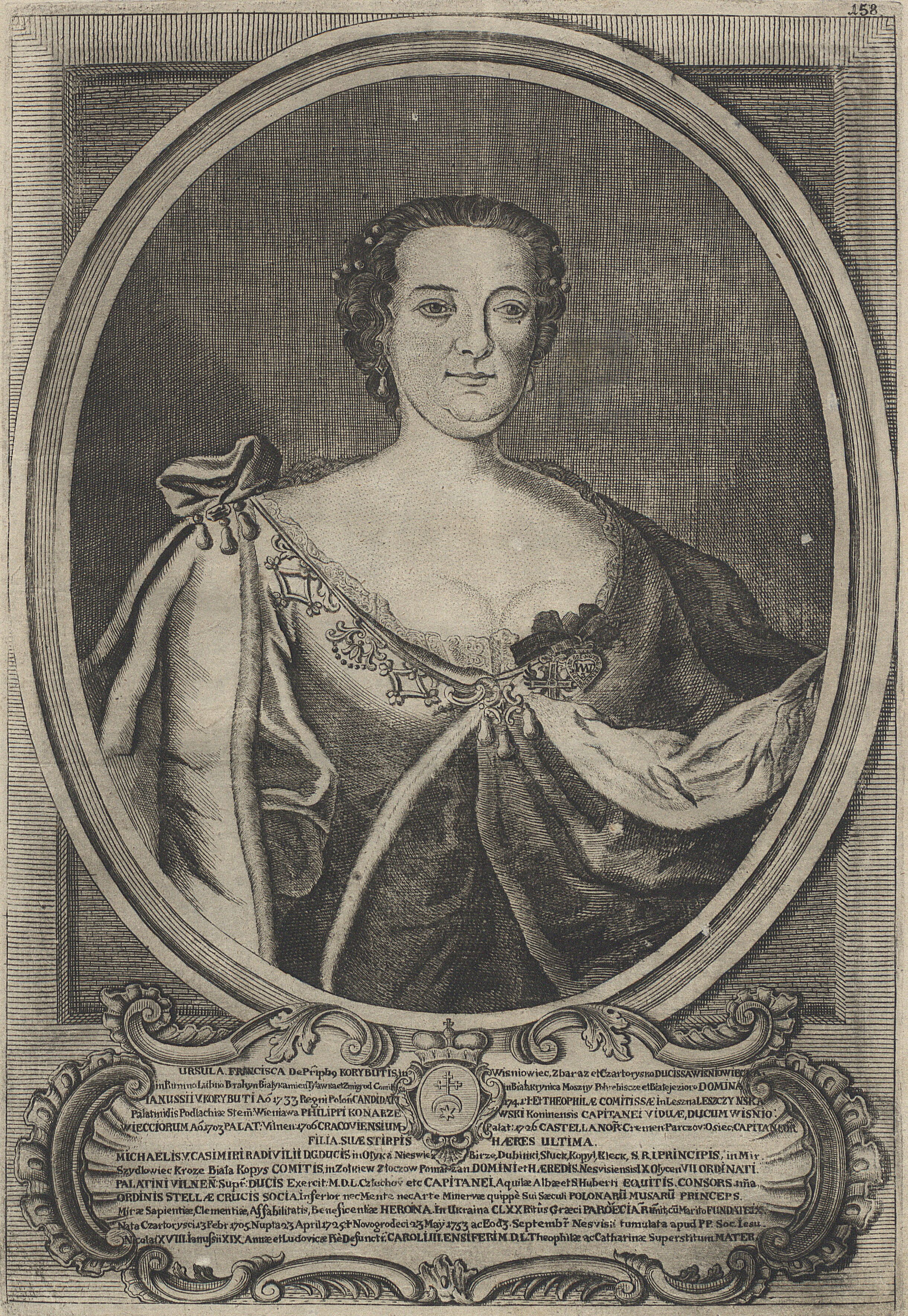
Franciszka Urszula Radziwiłłowa

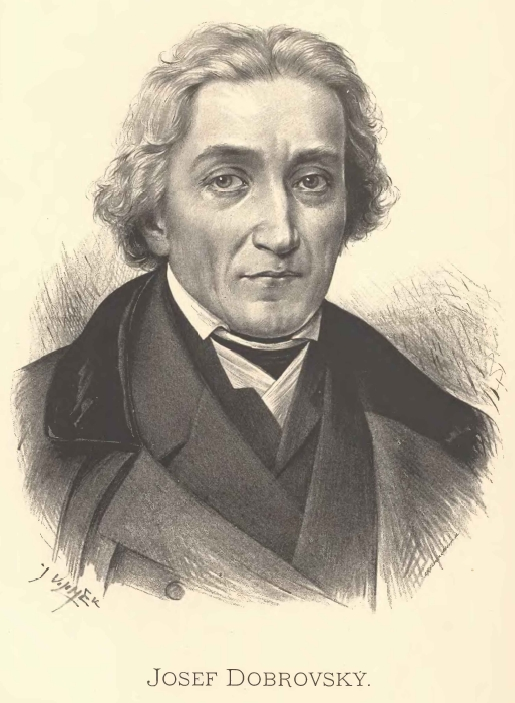
Josef Dobrovský

- Samuel Richardson harmadik regénye: The History of Sir Charles Grandison.

### Dráma
- Carlo Goldoni két vígjátékának bemutatója: 
  - Mirandolina (La locandiera)
  - A kíváncsi asszonyok (Le donne curiose).

## Születések
- február 6. – Évariste de Parny francia költő († 1814)
- augusztus 17. – Josef Dobrovský, a szlavisztika megalapítója, a cseh felvilágosodás nagy alakja († 1829)
- augusztus – Johann Friedrich Unger német fametsző, nyomdász, kiadó és betűöntő, német klasszikus szerzők műveinek nyomdásza és kiadója († 1804)
- október 15. – Elizabeth Inchbald angol színésznő, író, drámaíró († 1821)
- 1753 – Szalkay Antal, Sándor Lipót főherceg-nádor magántitkára, fordító († 1804)

## Halálozások
- január 14. – George Berkeley brit empirista filozófus, teológus (* 1685)
- május 23. – Franciszka Urszula Radziwiłłowa lengyel-litván nemesasszony, költő, író, az első lengyel női drámaíró (* 1705)